# Grans Llacs d'Àfrica

Els grans llacs d'Àfrica i els dos vessants de la gran vall del Rift.

Els grans llacs d'Àfrica, o simplement els Grans Llacs, són un sistema de llacs localitzats a la part centreoriental de l'Àfrica. Orientat en sentit nord-sud, aquest conjunt lacustre ocupa la part meridional de la vall del Rift. Comprèn el llac Victòria, el tercer llac del món per la seva superfície. Els Grans Llacs africans són, de nord a sud:
- el llac Victòria
- el llac Albert
- el llac Eduard
- el llac Turkana
- el llac Kivu
- el llac Tanganyika
- el llac Malawi
- el llac Rukwa
- el llac Kyoga
- el llac Mweru

Hi ha qui considera que només els llacs Victòria, Albert i Eduard constitueixen els Grans Llacs, ja que són els únics que desemboquen al Nil Blanc. Els llacs Tanganyika i Kivu desguassen al riu Congo, mentre que el Malawi, més apartat cap al sud, ho fa al Zambezi.
La regió dels Grans Llacs està formada per deu països riberencs: Burundi, la República Democràtica del Congo, Etiòpia, Kenya, Malawi, Moçambic, Ruanda, Tanzània, Uganda i Zàmbia. L'adjectiu interlacustrine ("entre llacs") pot referir-se a la regió, o més concretament, a les nacions o àrea delimitada pels llacs.
La llengua suahili és la llengua més parlada a la regió dels Grans Llacs africans. També serveix com a llengua nacional o oficial de cinc nacions de la regió: Tanzània, Kenya, Uganda, Ruanda i la República Democràtica del Congo.

## La regió dels Grans Llacs

El sistema dels Grans Llacs africans, (en blau)

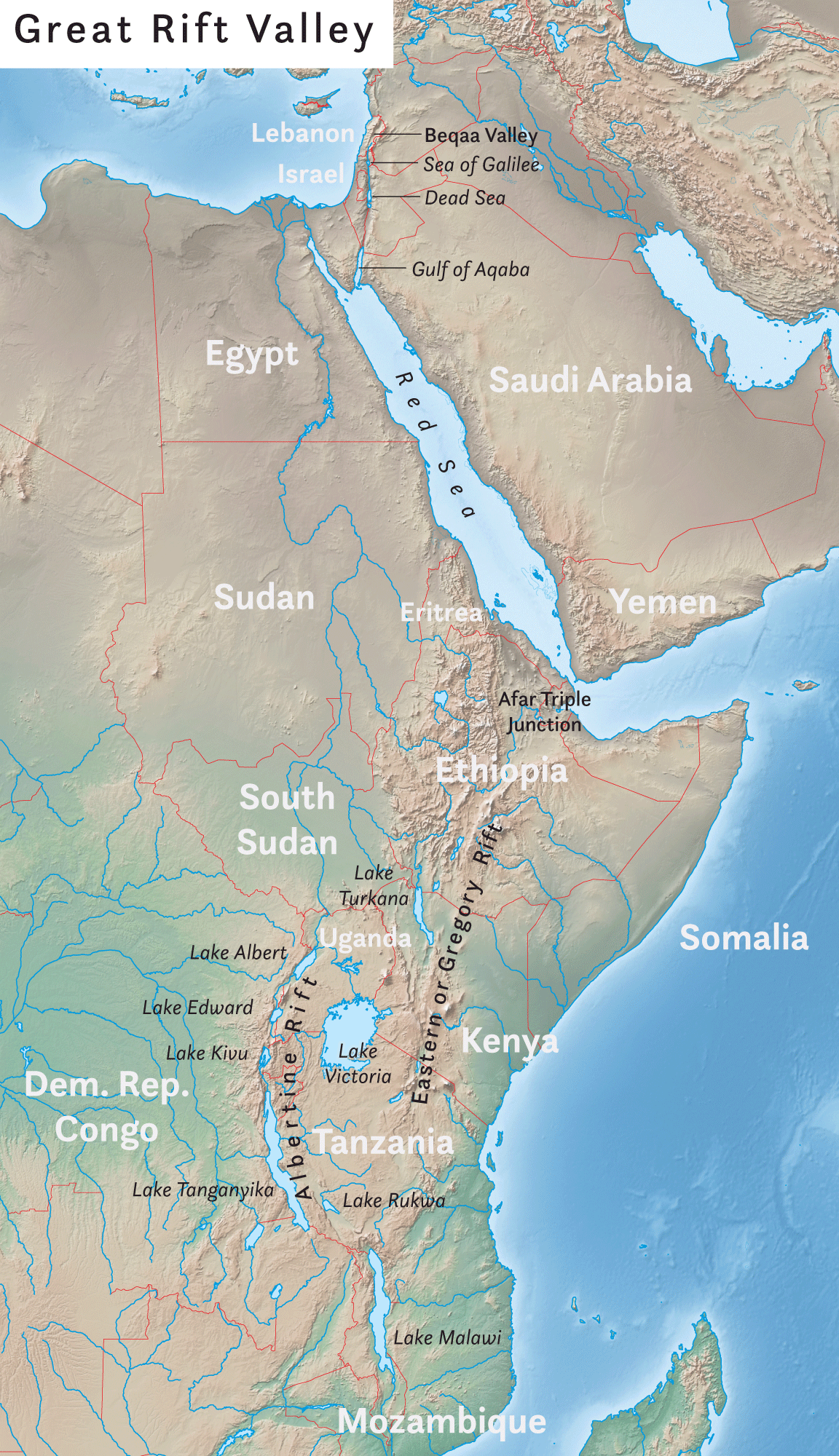
Mapa de la regió més gran que inclou el Rift d'Àfrica Oriental i tota l'anomenada Gran Vall del Rift

El terme Grans Llacs també fa referència a la regió al voltant d'aquests llacs. Inclou els estats sobirans de Ruanda, Burundi i Uganda, igual com una part significativa de la República Democràtica del Congo, Tanzània i Kenya. Normalment, no es considera que en formin part els estats riberencs del llac Malawi, ni tampoc Zàmbia, a la riba sud del llac Tanganyika.
És una de les àrees més densament poblades del món, amb una població estimada de 107 milions d'habitants a la regió dels Grans Llacs. A causa de l'activitat volcànica que hi hagué en el passat, aquesta part de l'Àfrica conté una de les millors i més fèrtils terres de conreu del món. La seva altitud també li atorga un clima més aviat temperat, malgrat trobar-se a la ratlla de l'equador. Això fa que fos una zona lliure de malalties, on es va desenvolupar significativament la ramaderia, especialment de bovins i cabres.
A causa de la densitat de població i la producció agrícola, la regió es va organitzar ja de bon començament en un seguit de petits estats. Les més poderoses d'aquestes monarquies foren Ruanda, Burundi, Buganda i Bunyoro. Fet únic a l'Àfrica subsahariana, els poders colonials hi van mantenir gairebé sempre les fronteres tradicionals.
Llargament cobejada a la recerca de les fonts del Nil, la regió va desvetllar des d'antic l'interès dels europeus. Els primers a arribar-hi en un nombre important foren els missioners, que no van acabar de reeixir en la conversió de la població local, però que, en canvi, van obrir la porta a la posterior colonització. El contacte cada vegada més sovintejat amb la resta del món va dur una sèrie d'epidèmies devastadores que van afectar tant la gent com el bestiar. Arran d'això, la població de la regió va disminuir de manera dramàtica, en algunes àrees en més d'un 60%. No es va arribar a la població de l'època precolonial fins a la dècada del 1950.

## Història
En ser la font tan buscada del Nil i el punt triple de la conca hidrogràfica entre els rius Nil, Congo i Zambezi, la regió havia estat durant molt de temps d'interès per als europeus. Els primers europeus que van arribar a la regió en gran nombre van ser missioners cristians que van tenir un èxit limitat a l'hora de convertir els locals, però van obrir la regió a la posterior colonització. L'augment del contacte amb la resta del món va provocar una sèrie d'epidèmies devastadores que van afectar tant els humans com el bestiar.
Tot i que es considera una regió amb un gran potencial després de la independència, la regió dels Grans Llacs ha patit guerra civil i conflictes durant les quatre dècades al voltant del tombant del segle XXI (c. 1980-2020 ). El 2022, l'Alt Comissionat de les Nacions Unides per als Refugiats va elogiar Tanzània per haver acollit i ajudat constantment els refugiats d'altres països de la regió.

## Clima
Les terres altes són relativament fresques, amb temperatures mitjanes que oscil·len entre 17 °C i 19 °C i pluges abundants. Les principals conques hidrogràfiques són les dels rius Congo-Zaire, Nil i Zambezi, que desemboquen a l'oceà Atlàntic, el mar Mediterrani i l'oceà Índic, respectivament.
Els boscos són dominants a les terres baixes de la conca del Congo-Zaire, mentre que les praderies i les sabanes (prades seques) són més comunes a les terres altes del sud i l'est. La temperatura mitjana a les terres baixes és d'uns 35 °C. Al voltant del llac Turkana, el clima és càlid i molt sec. Una temporada de pluges curta a l'octubre és seguida d'una més llarga d'abril a maig.

## Flora i fauna
Els llacs de la vall del Rift occidental són d'aigua dolça i acullen un nombre extraordinari d'espècies endèmiques. Més de 1.500 espècies de peixos cíclids viuen als llacs, així com altres famílies de peixos. Els llacs també són hàbitats importants per a diverses espècies d'amfibis. Els cocodrils del Nil són nombrosos. Els mamífers són elefants, goril·les i hipopòtams.
La zona del llac Turkana acull centenars d'espècies d'ocells endèmiques de Kenya. El sistema de rift d'Àfrica oriental també serveix com a via de migració per a les aus migratòries, aportant centenars més. Els ocells estan bàsicament recolzats per masses de plàncton al llac, que també hi alimenten els peixos.
La vegetació va des de la selva tropical fins a les herbes de la sabana. En alguns llacs, les plantes invasores de creixement ràpid, com el jacint d'aigua que s'ofega la superfície i el papir que obstrueix la vora, són problemes. Fins ara, el jacint d'aigua només ha afectat el llac Victòria.

## Geologia
Fins fa 12 milions d'anys, les abundants aigües de l'altiplà equatorial fluïen cap a l'oest al sistema del riu Congo o cap a l'est fins a l'oceà Índic. Això es va canviar amb la formació de la Gran Vall del Rift. Un rift és un lloc feble de l'escorça terrestre a causa de la separació de dues plaques tectòniques, sovint acompanyades d'un graben, o abeurador, en el qual es pot acumular l'aigua del llac. Aquesta fractura va començar quan l'Àfrica oriental, impulsada pels corrents del mantell, va començar a separar-se de la resta d'Àfrica, desplaçant-se cap al nord-est. Les conques derivades dels aixecaments geològics es van omplir d'aigua que ara fluïa cap al nord.
El llac Victòria no es troba realment a la vall del Rift. Ocupa una depressió entre els rifts oriental i occidental, formada per l'elevació de les escletxes cap a qualsevol dels seus costats.

## Arqueologia
Fa uns dos o tres milions d'anys, el llac Turkana era més gran i la zona més fèrtil, el que el convertia en un centre dels primers homínids. Richard Leakey va dirigir nombroses excavacions antropològiques a la zona, que van donar lloc a molts descobriments importants de restes d'homínids. El crani 1470 de dos milions d'anys es va trobar el 1972. Originalment, es pensava que era Homo habilis, però uns quants antropòlegs l'han assignat a una nova espècie, Homo rudolfensis, que porta el nom del llac (anteriorment conegut com el llac Rudolf). El 1984 es va descobrir el noi Turkana, un esquelet gairebé complet d'un nen Homo erectus. L'any 1999 s'hi va descobrir un crani de 3.500.000 anys, anomenat Kenyanthropus platyops, que significa "home de cara plana de Kenya".

## Economia
La pesca, principalment d'espècies de tilàpia, però també de perca del Nil, proporciona el principal mitjà de subsistència a la població de la regió. Amb quatre Grans Llacs a les seves fronteres, Uganda és un dels més grans productors de peix d'aigua dolça del món. El clima i els rics sòls volcànics de les terres altes també mantenen les terres de conreu intensament conreades.
Les economies dels estats de la regió dels Grans Llacs tenen estructures diferents i es troben en diferents estadis de desenvolupament. La taxa de creixement real del PIB oscil·la entre l'1,8% a Burundi i el 4,4% a la RDC. El PIB per càpita oscil·la entre els 600 dòlars a la RDC i Burundi i els 800 dòlars a Uganda.

## Els recursos hídrics en el continent africà
L'aigua és un recurs fonamental per a la vida i el conjunt dels ecosistemes existents en el planeta, de manera que és imprescindible treballar per a disposar d'una suficient quantitat d'aigua que ens permeti desenvolupar-nos, i que al seu torn disposi d'una adequada qualitat, compatible amb la salut humana i que permeti aconseguir un bon estat ambiental dels rius i aqüífers, de manera que es maximitzin els usos potencials i es garanteixi el manteniment i millora de tots els ecosistemes associats.
Però també l'aigua provoca inundacions, que en certes regions són el major risc natural existent, de manera que és necessari també treballar per a minimitzar els riscos d'inundació, per a, al seu torn, millorar de l'estat dels rius. Grans preses i desplaçament massiu dels beneficis que les grans preses han reportat, sens dubte, a la societat: desenvolupament econòmic, productivitat agrària, energia hidroelèctrica.
El 2000, la Comissió Mundial de Preses va presentar el seu informe final. Malgrat comptar amb la participació de governs, organitzacions d'afectats i centenars d'experts, la Comissió va reconèixer la seva impotència per a precisar el número de desplaçats que va acabar estimat entre 40 i 80 milions de persones.
En molts casos la població ni tan sols va ser censada. Els seus drets rarament s'han vist compensats. La desvertebració social i cultural augmenta la seva vulnerabilitat, especialment quan es tracta de comunitats indígenes. Tot això genera escenaris de pobresa, fam i greus problemes de salut.
El control de l'aigua sol ser usat com a eina de poder. L'aigua, vinculada a valors emocionals i territorials, és fàcilment manipulable, tant en la confrontació política com fins i tot a l'hora de justificar guerres. Tal és el cas d'Orient Mitjà, on forma part d'una estratègia militar que usa al poble palestí com a ostatge, imposant-los condicions de vida inhumanes.
Els casos més brutals de transgressió dels drets humans, un conflicte d'aigües es donen en contextos de guerra no declarada. Abastant el continent africà, s'observa que Àfrica té nombrosos recursos però la distribució no és la més correcta. Analitzant els recursos dels quals disposa s'observa que el volum d'aigua que flueix pel riu Congo, que neix a les muntanyes de l'est africà i travessa els profunds boscos d'Àfrica Central, solament és superat per l'Amazones. El llac Tanganica, un dels Grans Llacs d'Àfrica, té la segona major quantitat d'aigua dolça del món, i el llac Victoria comprèn una àrea major que la de qualsevol altre llac d'aigua dolça. Cinc rius —el Congo, el Zambeze, l'Orange, el Limpopo i l'Okavango— porten aigua més que suficient per a assegurar el proveïment de tots els habitants de la regió. El Congo té gairebé el 30% de les reserves de l'aigua dolça d'Àfrica, però només proveeix al 10% de la població del continent.
La regió és, al mateix temps, on es troben dos grans deserts. El Kalahari abasta part de Sud-àfrica, Namíbia i Botswana, i el desert del Namib cobreix la majoria del país que li deu el seu nom.
Les sequeres freqüents han afectat grans zones de Sud-àfrica, Botswana, Zimbàbue i Malawi. Aquests prolongats períodes secs han estat desastrosos per als grangers que intentaven viure en les àrees marginals i lluny dels centres urbans quedant vulnerables a les malalties ja que no compten amb condicions sanitàries apropiades.
Aquesta distribució desigual ha estat esmenada per molts enginyers i visionaris del gran problema que té el continent africà, ideant nous plans en la gestió de recursos hídrics d'Àfrica Meridional. Alguns d'aquests plans són grans projectes com la presa de Kariba, l'embassament de Gariep i l'embassament de Cahora Bassa.
Un altre grup de plans com ara el projecte per a usar l'Aigua de les Altes Muntanyes de Lesotho (Lesotho Highlands Water Project) i la Gran Resclosa de les Cataractes Inga (Grand Inga Dam) en el riu Gongo estan en les últimes etapes de finalització.
Les organitzacions de Nacions Unides, regionals i internacional, reconeixen la importància d'assegurar que cada persona tinguin accés a l'aigua potable. En la Declaració del Mil·lenni de setembre del 2000, les Nacions Unides van elaborar Vuit Objectius de Desenvolupament del Mil·lenni, amb una mateixa finalitat, millorar les condicions de vida per a la gent més pobra abans del 2015. L'Objectiu Set, que intenta assegurar la sustentabilitat ambiental, inclou com a meta reduir a la meitat el percentatge de persones que manquen d'accés a l'aigua potable.
Comprovant un informe de l'ONU en l'última actualització l'any 2007, «Àfrica i els Objectius de Desenvolupament del Mil·lenni», el 63% de la població en aquesta regió no van tenir una instal·lació bàsica de sanejament d'aigua abans de l'any 2004. Un escàs avanç ja que es va considerar la xifra de 68% de l'any 1990. Aquest lent índex de progrés significaria que la major part del continent africà no aconseguirà complir l'objectiu set abans del termini marcat per les Nacions Unides. Després de contrastar diversa informació observem una sèrie de problemes fonamentals en el continent africà:
Un informe de Nacions Unides prediu que l'accés a l'aigua tal vegada sigui una de les principals causes de conflicte i guerra a Àfrica en els pròxims 25 anys. Aquestes guerres, probablement es donin més en les zones on els rius i llacs són compartits per més d'un país. Actualment ja existeix una forta competència per l'aigua per a irrigació i generació d'energia, especialment en la conca del Nil. Egipte va advertir en 1991 que estaria a punt per utilitzar la força si fos necessari per a protegir el seu accés a les aigües del Nil, que també és compartit per Etiòpia i Sudan. Si la població d'aquests països continua creixent, la competència per l'aigua podria tornar-se feroç.